# 1. ŽNL Dubrovačko-neretvanska 2015./16.
Ovaj članak je podtema članka: 4. rang HNL-a 2015./16.

1. ŽNL Dubrovačko-neretvanska u sezoni 2015./16. predstavlja ligu četvrtog ranga hrvatskog nogometnog prvenstva.
Sudionici ovog natjecanja su nogometni klubovi na području najjužnije hrvatske županije, Dubrovačko-neretvanske. U ligi je sudjelovalo trinaest klubova, a održava se u periodu jesenske i proljetne polusezone dvokružnim sistemom. Svi klubovi međusobno igraju jedni protiv drugih jednom kao gosti i jednom kao domaćini. Pobjednik ove lige kao i ostalih 4 dalmatinskih županijskih liga ide u doigravanje za 3. HNL – Jug.
Prvak ovog natjecanja bio je NK GOŠK Dubrovnik 1919, novi klub koji je nastao spajanjem dvaju dubrovačkih klubova, bivšeg drugoligaša NK GOŠK, i bivšeg prvoligaša HNK Dubrovnik. U kvalifikacijama za 3. HNL – Jug dubrovačko-neretvanski prvak bio je bolji od predstavnika ŽNL Šibensko-kninske, NK DOŠK Drniš.

## Sudionici
- Croatia, Gabrili, Konavle
- Grk, Potomje, Orebić
- Gusar, Komin, Ploče
- NK GOŠK – Dubrovnik 1919, Dubrovnik ("GOŠK" ispao iz 3. HNL – Jug 2014./15., spajanje s HNK "Dubrovnik 1919")
- Hajduk 1932, Vela Luka
- Jadran 1929, Smokvica
- Konavljanin, Čilipi, Konavle
- Maestral, Krvavac, Kula Norinska
- Metković, Metković
- Omladinac, Lastovo
- Orebić, Orebić
- Slaven, Gruda, Konavle (prvak iz sezone 2014./15.)
- Žrnovo, Žrnovo, Korčula
- Župa dubrovačka, Čibača, Župa dubrovačka

## Ljestvica
| Mj.                                                                                 | Klub                   | U  | P  | N | I  | G+ | G- | GR  | Bodovi | Sljedeća sezona                           |
| ----------------------------------------------------------------------------------- | ---------------------- | -- | -- | - | -- | -- | -- | --- | ------ | ----------------------------------------- |
| 1.                                                                                  | GOŠK Dubrovnik 1919    | 22 | 17 | 3 | 2  | 45 | 7  | +38 | 54     | 3. HNL – Jug 2016./2017.                  |
| 2.                                                                                  | Croatia Gabrili        | 22 | 11 | 5 | 6  | 39 | 33 | +6  | 38     | 1. ŽNL Dubrovačko-neretvanska 2016./2017. |
| 3.                                                                                  | Gusar Komin            | 22 | 11 | 4 | 7  | 46 | 30 | +16 | 37     | 1. ŽNL Dubrovačko-neretvanska 2016./2017. |
| 4.                                                                                  | Metković               | 22 | 10 | 5 | 7  | 30 | 22 | +8  | 35     | 1. ŽNL Dubrovačko-neretvanska 2016./2017. |
| 5.                                                                                  | Župa dubrovačka Čibača | 22 | 9  | 5 | 8  | 36 | 26 | +10 | 32     | 1. ŽNL Dubrovačko-neretvanska 2016./2017. |
| 6.                                                                                  | Konavljanin Čilipi     | 22 | 9  | 5 | 8  | 44 | 40 | +4  | 32     | 1. ŽNL Dubrovačko-neretvanska 2016./2017. |
| 7.                                                                                  | Orebić                 | 22 | 7  | 6 | 9  | 28 | 31 | -3  | 27     | 1. ŽNL Dubrovačko-neretvanska 2016./2017. |
| 8.                                                                                  | Hajduk 1932 Vela Luka  | 22 | 8  | 2 | 12 | 29 | 42 | -13 | 26     | 1. ŽNL Dubrovačko-neretvanska 2016./2017. |
| 9.                                                                                  | Maestral Krvavac       | 22 | 8  | 1 | 13 | 29 | 49 | -20 | 25     | 1. ŽNL Dubrovačko-neretvanska 2016./2017. |
| 10.                                                                                 | Slaven Gruda           | 22 | 6  | 5 | 11 | 38 | 43 | -5  | 23     | 1. ŽNL Dubrovačko-neretvanska 2016./2017. |
| 11.                                                                                 | Jadran 1929 Smokvica   | 22 | 6  | 5 | 11 | 30 | 48 | -18 | 23     | 1. ŽNL Dubrovačko-neretvanska 2016./2017. |
| 12.                                                                                 | Grk Potomje            | 22 | 4  | 6 | 12 | 23 | 46 | -23 | 18     | 1. ŽNL Dubrovačko-neretvanska 2016./2017. |
|                                                                                     |                        |    |    |   |    |    |    |     |        |                                           |
| GOŠK Dubrovnik 1919 nastao ujedinjavanjem dubrovačkih klubova GOŠK i Dubrovnik 1919 |                        |    |    |   |    |    |    |     |        |                                           |

 Izvori: 

 ŽNS Dubrovačko-neretvanski 

## Doigravanje za 3. HNL – Jug
U doigravanju sudjeluju četiri prvaka županijskih liga na prostoru Dalmacije. Igraju se dvije utakmice, a parovi se dobivaju izvlačenjem. Pobjednici doigravanje plasiraju se u viši rang natjecanja. 
Predstavnici županijskih liga u sezoni 2015./2016.:
- 1. ŽNL Dubrovačko-neretvanska – GOŠK Dubrovnik
- 1. ŽNL Splitsko-dalmatinska -Orkan Dugi Rat
- 1. ŽNL Šibensko-kninska – DOŠK Drniš
- 1. ŽNL Zadarska –  Polača

Prve utakmice odigrane su 5. lipnja 2015., a uzvrati 8. lipnja 2018. 
| Prva momčad    | Rez. | Druga momčad | 1. ut. | 2. ut. |
| -------------- | ---- | ------------ | ------ | ------ |
| Orkan Dugi Rat | 9:0  | Polača       | 5:0    | 4:0    |
| GOŠK Dubrovnik | 3:0  | DOŠK Drniš   | 0:0    | 3:0    |

Orkan i GOŠK Dubrovnik ostvarili plasman u 3. HNL – Jug za 2016./17.

## Vanjske poveznice
- Facebook stranica ŽNS Dubrovačko-neretvanski
- Službena web stranica ŽNS Dubrovačko-neretvanski